# Georg Riedesel zu Eisenbach (Erbmarschall, 1812)
Georg Karl Ludwig Wilhelm Riedesel Freiherr zu Eisenbach (* 21. Januar 1812 in Altenburg (Alsfeld); † 27. April 1881 ebenda) war ein hessischer Standesherr aus dem Haus Riedesel und Erbmarschall der hessischen Landgrafschaften. Als Standesherr war er Abgeordneter der 1. und 2. Kammer der Landstände des Großherzogtums Hessen sowie des Preußischen Herrenhauses.

## Familie
Georg Riedesel zu Eisenbach war Sohn des Kammerherren und Präsidenten der 1. hessischen Kammer Carl Ludwig Johann Hermann Riedesel zu Eisenbach (1782–1842) und dessen Frau Karoline Wilhelmine, geborene von Steube. Er heiratete am 16. November 1842 Therese von Herda zu Brandenburg (1819–1880). Sein jüngerer Bruder Giesebert Riedesel zu Eisenbach (1813–1885) war als Standesherr ebenfalls Abgeordneter.
Von 1858 bis 1878 war er als Senior des Hauses Riedesel Obervorsteher des Stiftes Kaufungen.

## Politik
In der 11. Wahlperiode (1847–1849) war er Abgeordneter der zweiten Kammer der Landstände des Großherzogtums Hessen. In den Landständen vertrat er die Gruppe der Abgeordneten des grundherrlichen Adels. Als Standesherr gehörte er auch der 1. Kammer an. 1867 bis 1881 war er aufgrund eines erblichen Sitzes gemäß königlicher Verordnung auch Mitglied des Preußischen Herrenhauses.